# Logan Henderson
Logan Phillip Henderson (n. 14 septembrie 1989) este un actor și cântăreț american.

## Filmografie
| An        | Show                 | Rol            | Note                                      |
| --------- | -------------------- | -------------- | ----------------------------------------- |
| 2009      | Friday Night Lights  | Teenage Boy #2 | Cameo                                     |
| 2009–2013 | Big Time Rush        | Logan Mitchell | Rolul principal                           |
| 2010      | Big Time Concert     | Logan Mitchell | Rolul principal                           |
| 2011      | Brain Surge          | El însuși      | Episodul: "22 aprilie 2011"               |
| 2011      | Nick News            | El însuși      | Episodul: "Lies We Tell In Middle School" |
| 2011      | Hand aufs Herz       | El însuși      | German telenovela on sixx                 |
| 2011      | Big Time Beach Party | Logan Mitchell | Rolul principal                           |
| 2012      | How to Rock          | El însuși      | Episodul: "How to Rock: An Election"      |
| 2012      | Big Time Movie       | Logan Mitchell | Rolul principal                           |
| 2012      | Figure It Out        | El însuși      | Recurring panelist                        |
| 2013      | Marvin Marvin        | El însuși      | Episodul: "Big Time Marvin"               |